# Wanda Chełmońska

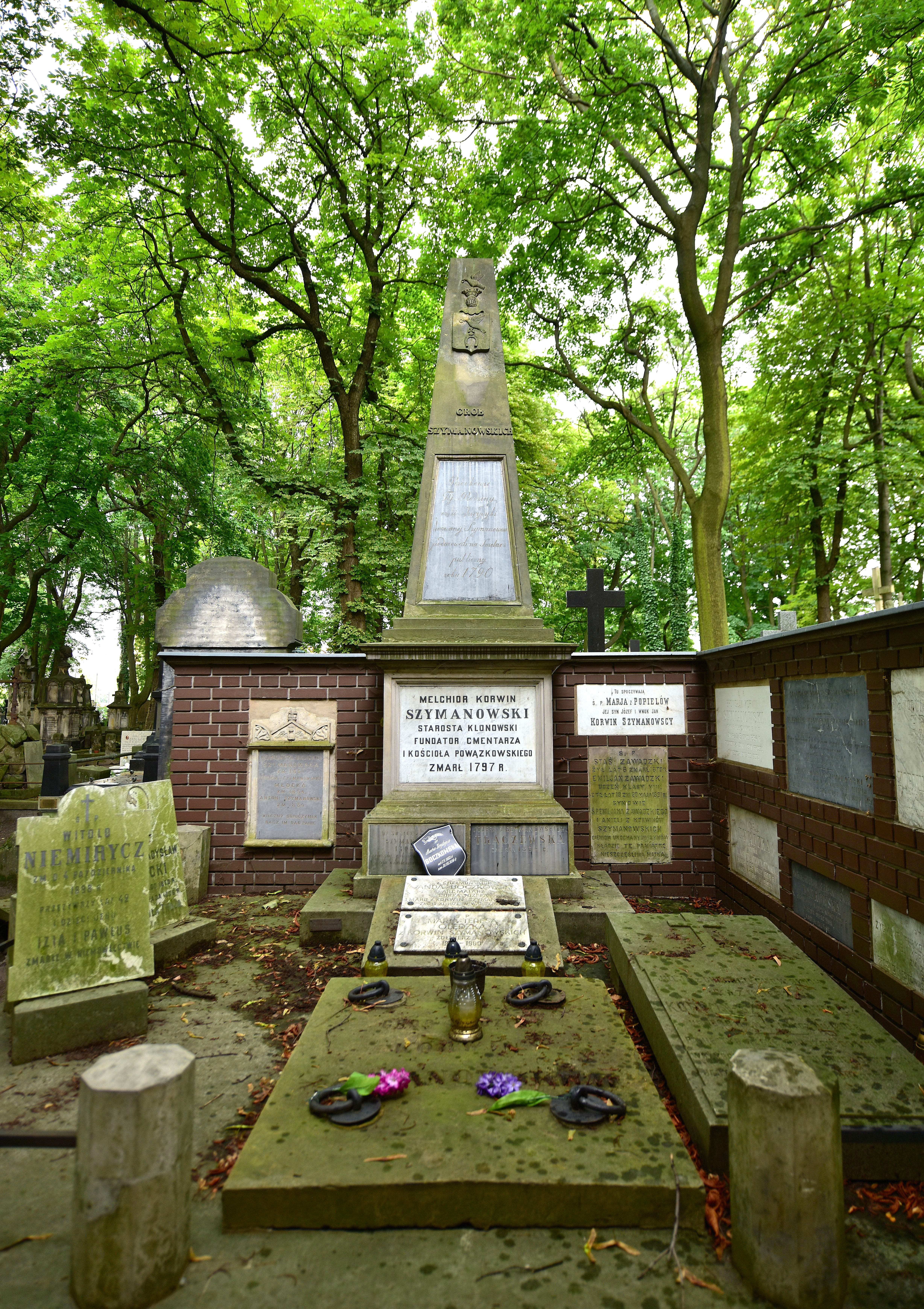
Grobowiec Wandy Chełmońskiej na cmentarzu Powązkowskim w Warszawie

Wanda Chełmońska (wł. Wanda Chełmońska-Boczkowska) (ur. 13 stycznia 1891 w Warszawie, zm. 15 listopada 1971 tamże) – polska malarka.

## Życiorys
Była córką Józefa Chełmońskiego i Marii z Korwin-Szymanowskich. Ojciec jej nie uznał i nigdy nie pobierała u niego nauk. Po ojcu odziedziczyła talent plastyczny i pobierała nauki rysunku i malarstwa. Po raz pierwszy wystawiła swoje prace w 1913 w Towarzystwie Przyjaciół Sztuk Pięknych. W 1914 wyjechała do Paryża i rozpoczęła studia na École des Beaux-Arts. Uczyła się u Maurice’a Denisa i André Lhote’a. Równocześnie studiowała historię sztuki na Sorbonie. Po ukończeniu nauki w 1920 powróciła do wolnej Polski i zamieszkała w Warszawie. Od 1919 do 1924 wystawiała swoje prace w galeriach w kraju. Od 1924 wyjeżdżała do Paryża, gdzie jej prace wystawiano w Salonie Tuilleries i w Salonie Niezależnych. W tym czasie uczestniczyła również w wystawach w warszawskiej Galerii Zachęta i Galerii Garlińskiego. Na początku lat 30 XX wieku przeniosła się do Poznania, gdzie aktywnie uczestniczyła w życiu artystycznym. W 1933 razem z Wacławem Taranczewskim stworzyła poznański oddział Związku Polskich Artystów Plastyków. Podczas II wojny światowej we wrześniu 1940 została zmuszona do wyprowadzki z Poznania, zamieszkała gościnnie w Gierczycach. Uczestniczyła w tajnym nauczaniu, uczyła rysunku na kompletach organizowanych w Opatowie. Z Gierczyc pod koniec wojny malarka przeniosła się do Ostrowca Świętokrzyskiego, aby po wyzwoleniu w 1945 powrócić do Poznania. Zmarła w Warszawie i spoczywa na cmentarzu Powązkowskim (kwatera 163-6-7/8).
Poznała we Francji majora Wiktora Boczkowskiego, wróciła z nim do Polski w 1918 roku, pobrali się i zamieszkali w Poznaniu. Jej córką jest Maria Boczkowska.